# Slovenska lüdska stranka
Slovenska lüdska stranka (madžarsko Szlovén Néppárt ali Vend Néppárt) je bila regionalna slovenska narodna stranka na Madžarskem, ki jo je leta 1895 ustanovil Franc Ivanoci. Eden od ciljev stranke je bil zagotoviti avtonomijo Slovencem na Madžarskem v okviru Avstro-Ogrske monarhije.

## Zgodovina stranke
Franc Ivanoci, murskosoboški dekan, in Jožef Borovnjak, še en pomemben politični voditelj Slovenije, sta zaradi naraščajoče madžarizacije iskala stike s slovenskimi politiki, ki so delovali v avstrijskih dednih deželah (Štajerska, Kranjska, Koroška). Leta 1892 so kranjske frakcije ustanovile Slovensko katoliško ljudsko stranko . Kot model za to je Ivanoci - ki je bil takrat že nesporni vodja manjšine v Slovenski Okroglini- ustvaril krilo na Madžarskem, ki ni bilo pod njegovim neposrednim nadzorom Katoliške ljudske stranke, vendar je bilo z njo ves čas v tesnem stiku. .
Leta 1895 je Ivanoci razglasil načela frakcije v dveh brošurah, napisani v prekmurščini in sicer v: Stranka lüdstva (Ljudska stranka) in Ka šče lüdstva stranka (Kaj hoče ljudska stranka).
Stranko je podprl tudi Anton Korošec .
Po smrti Borovnjaka leta 1909 je Ivanoci sam vodil Slovensko ljudsko stranko. Po njegovi smrti (1913) je vodenje stranke prevzel Jožef Klekl. Leta 1914 je ustanovil delno radikalen časopis, ki je postal eden glavnih raznašalcev strankinih načel (uradno ni bil strankarski list). 
Nacionalistične zahteve in odcepitvene namere so se s propadom monarhije okrepile. Klekl se je odločneje zavzemal za širšo avtonomijo, s čimer sta se takoj strinjala novi ministrski predsednik Mihály Károlyi in Oszkár Jászi, ki razumevajoče narodnosti obravnava. Čeprav je Klekl prihodnost narodnosti videl predvsem v novonastali Kraljevini Srbov, Hrvatov in Slovencev, je bilo prebivalstvo zaenkrat nenaklonjeno združitvi, ker ni poznalo ureditve nove države.
Madžarska stran je najprej predlagala ustanovitev kulturno enotne Murske županije, kjer bi bila možnost madžarizacije popolnoma izključena in bi šolsko izobraževanje potekalo pretežno v prekmurščini. Vendar se Klekl s tem ni zadovoljil. Z ostalimi člani stranke, Jožefom Sakovičem, Jožefom Čaričem, Štefan Küharjem in Ivanom Bašo, je razvil ločen program, ki bi ustvaril entiteto z imenom Slovenska krajina . Po drugi strani pa so s slovenske strani želeli, da se Slovenska Krajina priključi južnoslovanski državi, vendar tako, da bi tudi tam dobila avtonomijo in bi uradni jezik ostal prekmurski. Na sestanku v Beltincih so razglasili odcepitev in združitev z južnoslovansko državo, medtem pa so želeli zaprositi za pomoč Madžarske za tamkajšnjo avtonomijo. Vendar pa Slovenska ljudska stranka zaradi dogodkov v naslednjih mesecih sploh ni mogla računati na madžarsko podporo, možnosti avtonomije v južnoslovanski državi pa so vseskozi odlagali. Na koncu bi Klekl sprejel minimalno jezikovno avtonomijo. Sakovič je bil prosvetni svetovalec na povojnem Prekmurju in je predlagal nadaljnje šolanje prekmurščine namesto slovenščine.
Leta 1920 so s Trianonsko mirovno pogodbo večji del Prekmurja odvzeli od Madžarske in ga priključil Sloveniji. Stranka je še naprej delovala kot del Koroščeve frakcije, Klekl pa se je še naprej uveljavljal v političnem življenju Jugoslavije.
Leta 1941 je madžarska vlada ob okupaciji Prekmurja prepovedala Slovensko lüdsko stranko.